# Riu Slang (Buffalo)
El riu Slang (en afrikaans: Slangrivier) és un riu que flueix al nord-oest de KwaZulu-Natal, Sud-àfrica. El riu desemboca al riu Buffalo que més tard s'uneix al riu Tugela.